# Dojransko jezero
Dojransko jezero (makedonsko Дојранско езеро, Dojransko ezero, gr: λίμνη Δοϊράνη) je jezero iz skupine egejskih jezer, ki se nahaja na meji med Severno Makedonijo in Grčijo.
Površina jezera je 43,1 km², od česar Severni Makedoniji pripada 27,3 km² (67 %) in Grčiji 15,8 km² (33 %). Jezero leži na nadmorski višini 148 metrov. Ima zaobljeno obliko. Dolžina v smeri sever-jug je 8,9 km, največja širina pa je 7,1 km. Dojransko jezero ni globoko, največja globina je 10 metrov, povprečna globina pa je med 3 in 5 metrov.
Dojransko jezero ima številne pritoke, kot so Surlovska reka, reka Handža, ki dovaja vodo iz Belasice. Jezero ima en odtok, ki se izliva v Vardar. Dojransko jezero je po velikosti tretje največje jezero v Severni Makedoniji, takoj za Ohridskim in Prespanskim jezerom.

### Sorodni članki
- Ohridsko jezero
- Prespansko jezero
- Mavrovsko jezero